# Turngemeinde Schweinfurt 1848

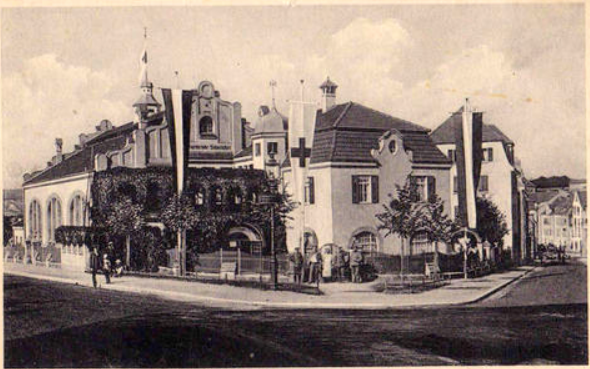
Erste Turnhalle der Turngemeinde 1848 mit Vereinsheim
an der Deutschhöfer-/Ecke Klingenbrunnstraße

Die Turngemeinde Schweinfurt 1848 e. V. ist mit etwa 3.000 Mitgliedern einer der größten Sportvereine in der kreisfreien Stadt Schweinfurt und der größten Sportvereine Unterfrankens. Der Verein wird vor Ort von den Einheimischen auch kurz als Die Gemee oder Die TG bezeichnet.

## Geschichte
Die TG Schweinfurt ist nach den Schützen (Bürgerliche Schützengesellschaft 1433 Freischütz von 1875) der älteste Sportverein der Stadt und war ursprünglich unweit von Altstadt und Obertor beheimatet, im heutigen Nördlichen Stadtteil. Die erste Turnhalle wurde im Zweiten Weltkrieg zerstört und kurz danach im schlichten Stil wieder aufgebaut. 
1962 zog man schließlich in die neuen Sportanlagen am westlichen Rand des Stadtteils Hochfeld/Steinberg um, in Nachbarschaft der Haardt. Der Sporthallen-Komplex wurde bis in die 1970er Jahre sehr großzügig weiter ausgebaut.

## Turngemeinde heute
Die Sportanlagen der TG Schweinfurt gehören zu den größten der Stadt und umfassen eine Dreifach- und eine Doppelturnhalle, eine Kampfsporthalle, eine Fechthalle, eine Tennishalle, einen Ballettraum sowie ein Fußballfeld mit Laufbahn sowie Tennisplätze und Nebenplätze. 
Der Verein verfügt über 27 sportliche Abteilungen, darunter mehrere Sportarten, die vor Ort nur von der TG Schweinfurt angeboten werden. Eine besondere Bedeutung besitzt im Verein insbesondere die Turnabteilung (auch Wettkampfturnen, Rhythmische Sportgymnastik) sowie die Judoka, die zu den besten Mannschaften Süddeutschlands zählen. Martin Schmidt, Vize-Europameister im Degenfechten stammt aus der Jugendmannschaft der TG Schweinfurt.
Die Örtlichkeiten des Vereins, zu denen auch eine Gaststätte zählt, werden häufig auch für nichtsportliche Großveranstaltungen wie in der Faschingszeit genutzt. Nach dem FC Schweinfurt 05 und dem FT Schweinfurt hat der Verein die größte Fußballabteilung der Stadt.